# Giacomo Gaioni
Giacomo Gaioni (Roverbella, 26 aprile 1905 – Mantova, 14 novembre 1988) è stato un pistard e ciclista su strada italiano.
Tra i dilettanti nel 1928 vinse la medaglia d'oro olimpica nell'inseguimento a squadre ai Giochi di Amsterdam insieme a Cesare Facciani, Mario Lusiani e Luigi Tasselli. Sempre nel 1928 al velodromo Sempione ottenne il record mondiale dell'ora categoria dilettanti. Fu poi professionista e indipendente dal 1929 al 1933, e di nuovo dilettante fino al 1937.

## Palmarès

### Pista
- 1928

Giochi olimpici, Inseguimento a squadre

## Piazzamenti

### Classiche
- Milano-Sanremo

1930: 20º
1931: 78º

### Competizioni mondiali
- Giochi olimpici

Amsterdam 1928 - Inseguimento a squadre: vincitore